# بنو فایش (دهستان)
 بنو فایش  (در عربی:  بَنُو فایَش )
دهستانی است در عزلهٔ (حی من همدان)، در ناحیهٔ (حاشد) از توابع استان جَوف، در کشور یمن در شبه جزیره عربستان. نام این دهستان از (ذوفایش) یکی از ملوک حمیر گرفته شده‌است. شاعر جاهلی میمون بن قیس (الأعشی) می‌گوید:
| رأیت سلامة ذافایش |  | اذا زار، الضیف حیا وبش |

## جمعیت
جمعیت این دهستان در حدود ( ۱۶۷۸۹ ) نفر و (۲۱ خانوار ) می‌باشد. 

## روستاها
روستاهای توابع این دهستان عبارتند از:
- روستاها: بَنُو فاهَم
- روستاها: بیت فائز
- روستاها: بَنو قایق
- روستاها: اَلفَتول
- روستاها: بَنو فاضل
- روستاها: الخاشق
- روستاها: الغازة
- روستاها: آل أبُوفارَع
- روستاها: الفاحش
- روستاها: فَشَیش
- روستاها: اَلعَور
- روستاها: اَلغُولة
- روستاها: ذُوغَیشان
- روستاها: بَنو الغَیشی
- روستاها: ذُوغَیلان
- روستاها: الغَیل
- روستاها: غیَمان